# Dog Bites Man
Dog Bites Man (parafrase van Man bijt hond) is een deels geïmproviseerde comedyserie op Comedy Central die in de V.S. in de zomer van 2006 op tv kwam. In juni 2007 werd het ook uitgezonden op The Comedy Channel in Australië.

## Format
Dog Bites Man is een parodie op een lokale nieuwsredactie, en wordt gevolgd tijdens haar avonturen van een rommelig nieuwsteam terwijl ze door het land reizen en nieuwsartikelen opnemen. Er zijn vier acteurs die spelen in sketches afgewisseld door scènes waarin mensen denken dat ze met een echt - maar raar - nieuwsteam te maken hebben.

## Disclaimer
Om de verwarrende aard van het programma duidelijk te maken, werd vanaf de vijfde aflevering een disclaimer voor elke aflevering weergegeven, waarin stond: "Met uitzondering van het nieuwsteam bevat de volgende aflevering echte mensen die zich er niet van bewust waren dat ze gefilmd werden voor een comedyshow."

## Cast
- Matt Walsh als Kevin Beekin, de hoofdreporter voor het nieuwsprogramma. Had een relatie met Tillie en heeft nog steeds gevoelens voor haar.
- Zach Galifianakis als Alan Finger, de regisseur van de show. Is ook een muzikant omdat hij in aflevering 3 een hit scoorde in Panama City met als artiestennaam "The Finger" (het liedje heette "Come On and Get It (Up In Them Guts)").
- A.D. Miles als Marty Shonson, een 'nerdy' persoon die dienstdoet als productieassistent.
- Andrea Savage als Tillie Sullivan, de producer van het team